# Látky
Látky (ungarisch Látka) ist eine Gemeinde in der Mitte der Slowakei mit 537 Einwohnern (Stand 31. Dezember 2024), die im Okres Detva, einem Teil des Banskobystrický kraj, liegt.

## Geographie

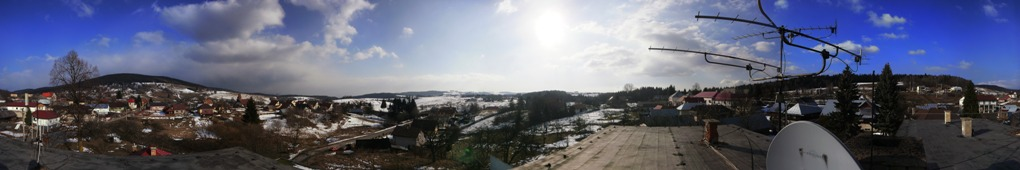
Panorama des Ortes

Die Gemeinde befindet sich im Gebirge Veporské vrchy, einem Teil des Slowakischen Erzgebirges. Die Höhe im 45,7 km² großen Gemeindegebiet variiert von 700 m n.m. bis 1100 m n.m. (höchster Berg Bykovo mit 1111 m n.m.). Bedingt durch die Lage entstehen in der Gemeinde mehrere Bäche, die in die Flüsse Ipeľ und Slatina fließen. Das Ortszentrum liegt auf einer Höhe von 830 m n.m. und ist neun Kilometer von Hriňová sowie 22 Kilometer von Detva entfernt.
Verwaltungstechnisch ist die Gemeinde offiziell in sechs Gemeindeteile gegliedert: Čechánky, Látky, Mláky, Nový Svet, Paseky und Polianky.

## Geschichte
Die heutige Gemeinde entstand 1953 durch Ausgliederung der Siedlungen Býkovo, Čechánky, Malíkov, Mláky, Nový Svet, Paseky, Petrová, Podbýkovo, Polianky, Sekcia, Táňovo, Vrch Ipeľ und Vyhnanec aus der Gemeinde Málinec.
Der Ort Látky entstand im frühen 18. Jahrhundert, als das mächtige ungarische Geschlecht Zichy Bevölkerung aus der Kysuce, der Gegend von Bytča sowie aus der Orava einlud, die dicht bewaldete Gegend zu besiedeln und als Holzfäller zu arbeiten. Das Jahr der ersten schriftlichen Erwähnung wird je nach Quelle als 1715 oder 1734 angegeben. 1820 wurde eine Glashütte gegründet, die aber 1895 auf Grund fehlender Facharbeiter ihren Betrieb einstellte.

## Bevölkerung
| Jahr                | 1994 | 2004     | 2014    | 2024    |
| ------------------- | ---- | -------- | ------- | ------- |
| Anzahl der Personen | 732  | 582      | 569     | 537     |
| Unterschied         |      | −20,49 % | −2,23 % | −5,62 % |

| Jahr                | 2023 | 2024    |
| ------------------- | ---- | ------- |
| Anzahl der Personen | 543  | 537     |
| Unterschied         |      | −1,10 % |

Nach der Volkszählung 2011 wohnten in Látky 577 Einwohner, davon 548 Slowaken und 1 Magyare. 28 Einwohner machten keine Angabe. 485 Einwohner bekannten sich zur römisch-katholischen Kirche, 3 Einwohner zur Kirche der Siebenten-Tag-Adventisten, 2 Einwohner zur evangelischen Kirche, 1 Einwohner zur griechisch-katholischen Kirche sowie 4 anderer Konfession. 18 Einwohner waren konfessionslos und bei 64 Einwohnern ist die Konfession nicht ermittelt.
Ergebnisse nach der Volkszählung 2001 (718 Einwohner):
| Nach Ethnie: - 97,93 % Slowaken - 0,16 % Tschechen | Nach Konfession: - 95,37 % römisch-katholisch - 2,71 % keine Angabe - 1,44 % konfessionslos |

## Bauwerke

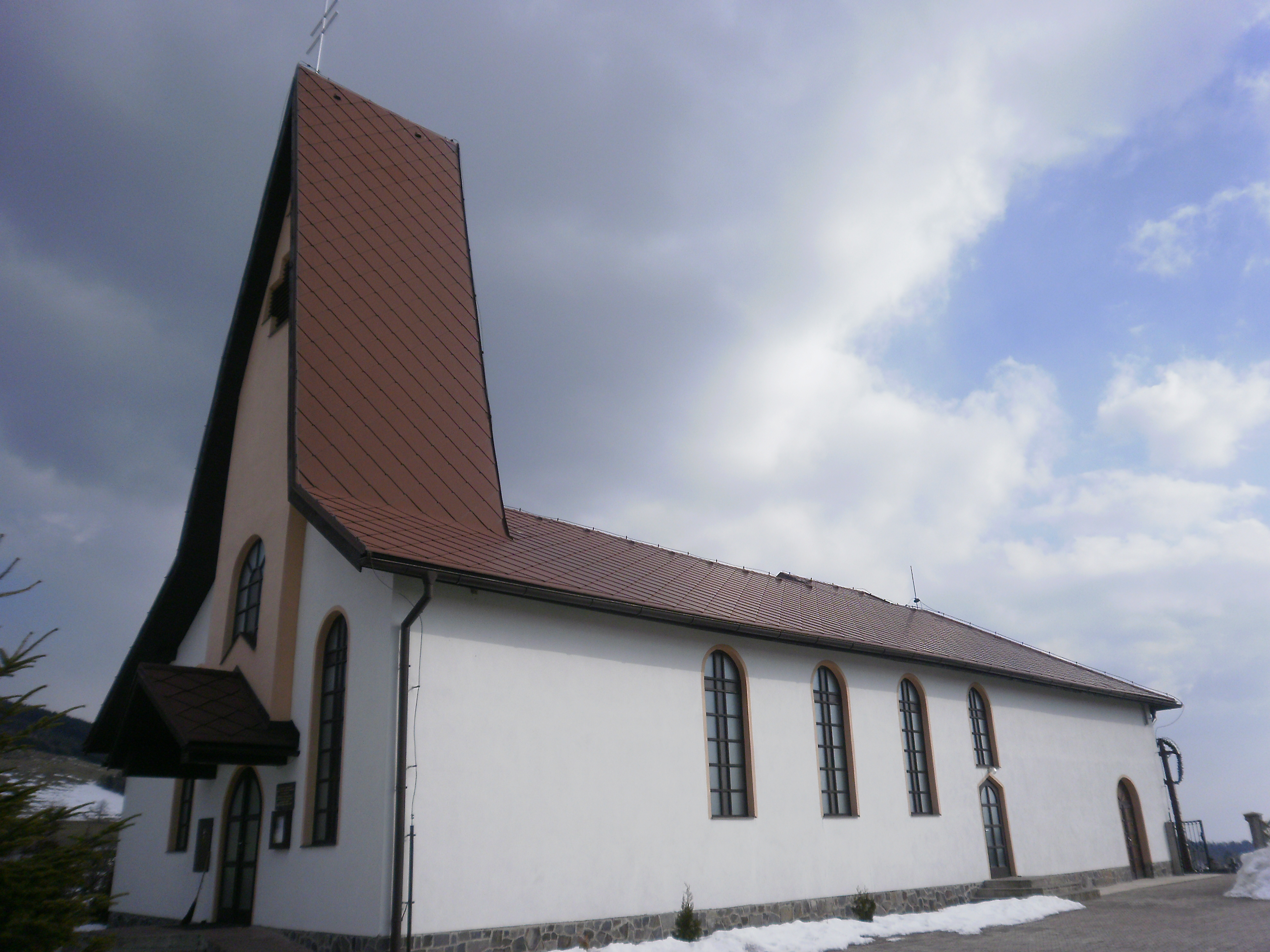
Kirche

- römisch-katholische Kreuzerhöhungskirche, 1998 erbaut
- Glockenturm aus dem 19. Jahrhundert